# ミズーリ妥協

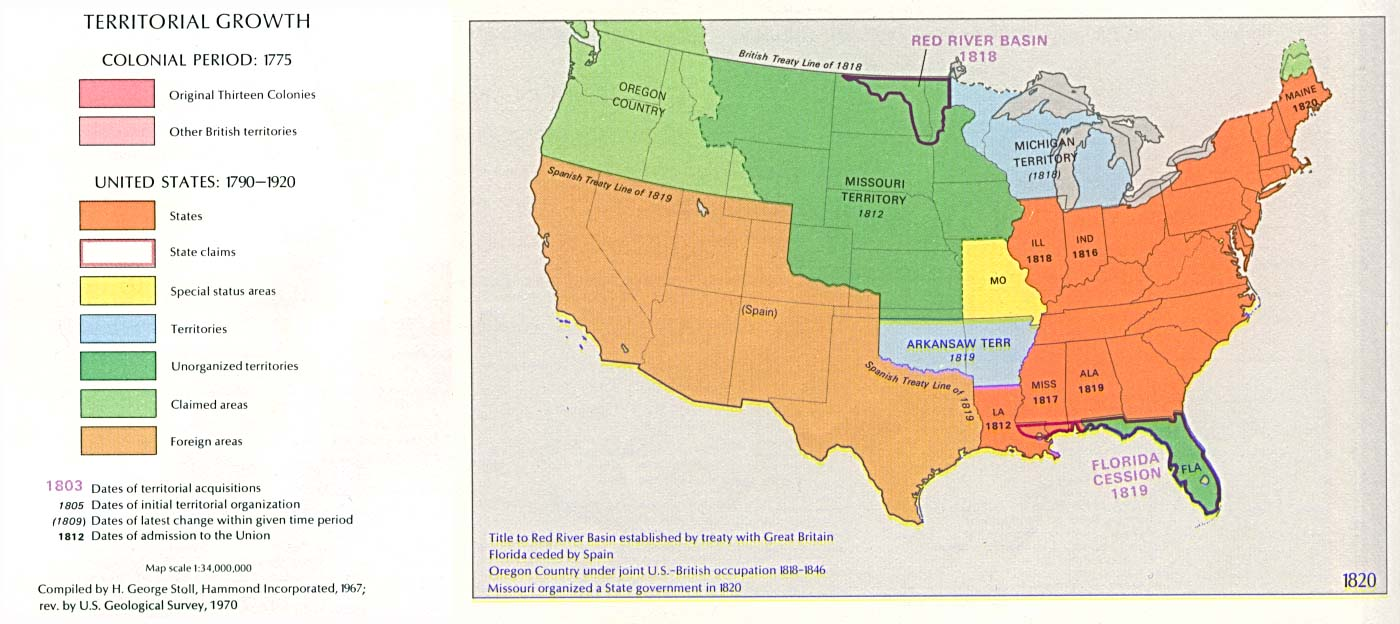
1819年のアメリカ合衆国。ミズーリ妥協では、グレートプレーンズの未編入領土（濃緑色）における奴隷制を禁じ、ミズーリ州（黄色）とアーカンソー準州（下方の水色）の成立を認めた。

ミズーリ妥協（ミズーリだきょう、英: Missouri Compromise）は、1820年にアメリカ合衆国議会において、奴隷制擁護と反奴隷制の党派の間で成立した取り決めであり、主に西部領土における奴隷制の規制を含んでいた。北緯36度30分のミズーリ妥協線（Missouri Compromise line）と呼ばれる境界線の北にある元ルイジアナ準州では奴隷制を禁じたが、既に提案されていたミズーリ州の領域内を例外とした。ミズーリ協定とも訳される。

## 妥協までの経緯
1818年に、ミズーリが奴隷州としてアメリカ合衆国への加盟を申請した。この取り決めの前に、アメリカ合衆国下院は奴隷制に関する妥協を受け入れることを拒んでおり、両院協議会が指名されていた。アメリカ合衆国上院は修正案への同意を拒み、案全体が失われていた。
これらの論争は、将来の領土の支配を巡って議会における南部州と北部州の間の権力闘争を巻き込んだ。民主共和党がその一体性を失い始め、様々な会派が現れてもいた。議会でミズーリ州の州昇格を検討することは、当時の奴隷州と自由州の数が等しく11州ずつに分かれていたので、議会の党派的バランスの問題を提起してもいた。問題は1819年12月にアラバマ州を奴隷州として昇格させ、自由州と奴隷州の数が等しくなっていたことで複雑になっていた。ミズーリ州を奴隷州として認めることは、各州2人ずつの議員を出している上院で奴隷州の議員数が多くなるためにバランスを崩すことに繋がるものだった。この理由で北部州はメインを自由州として昇格させることを望んだ。上下両院は奴隷制の問題だけでなく、メイン州とミズーリ州を同じ法案の中に含めるかという議会運営上の問題でも対立した。
次の会期（1819年 - 1820年）では、ニューヨーク州選出の下院議員ジョン・W・テイラーの提案により、下院が1820年1月26日にミズーリ州を奴隷州として州昇格を認める類似した法案を修正付きで成立させた。ミズーリ州に加えて、下院は1月3日に、メイン州を自由州として昇格を認める議案を成立させた。
上院では2つの議案を結びつけることにした。メイン州の州昇格法案をミズーリ州の住民が州憲法を作成する権限を与える修正付きで可決した。この法案が下院に戻される前に、イリノイ州選出のジェシー・B・トーマス議員から、北緯36度30分線（ミズーリ州の南側境界線にあたる）の北にあるミズーリ準州からは、提案されているミズーリ州の領域内を例外として奴隷制を排除するという動議を採択して、2つ目の修正が付け加えられた。
両院協議会はメイン州の州昇格とミズーリ州の権限付与という2つの法案の法制化を推薦した。さらに奴隷制を規制することに反対する推薦を行ったが、トーマス議員の修正案を含めていた。両院がこれに合意し、両法案は1820年3月5日に成立し、3月6日にジェームズ・モンロー大統領が批准した。
メイン州が1820年3月15日に、ミズーリ州が1821年8月10日に州昇格を果たした後、1836年までは新しい州ができなかった。その後アーカンソー州が1836年6月15日に奴隷州として、ミシガン州が1837年1月26日に自由州として州昇格した。

## 妥協による政治的な影響
トーマス・ジェファーソンは1820年4月21日付けのジョン・ホームズに宛てた手紙で、この妥協によって国を分けることは最終的に合衆国を壊すことに繋がると記していた。
アメリカ合衆国憲法から見ると、1820年の妥協は北西部条例以降に獲得された公有地から奴隷制を議会が排除する最初の例として重要だった。

## 第二のミズーリ妥協
ミズーリ州の昇格を最終的に認める際の問題が1820年から1821年の会期で持ち上がった。その問題とはミズーリ州の新憲法（1820年成立）で「自由ニグロ（黒人）とムラート（白人と黒人混血）」の排除を求める規定があったことだった。このときはヘンリー・クレイが影響力を及ぼし、ミズーリ州憲法の排除条項はアメリカ合衆国市民の特権と免責を損なうような「いかなる法律も成立を認められると解釈されるべきではない」という条件がついて、州昇格法案が最終的に成立した。この慎重にぼかされた規定はときとして第二のミズーリ妥協と呼ばれることがある。

## 撤廃

アメリカ合衆国の州と領土（準州）で1789年から1861年までの奴隷州と自由州の変遷

ミズーリ妥協の中の北緯36度30分線の北にある元ルイジアナ準州では奴隷制を禁じるという規定は、1854年5月30日に成立したカンザス・ネブラスカ法で事実上撤廃された。この法に対してはエイブラハム・リンカーンのピオリア演説を含み著名な演説家による反対が起こったが、結局は成立した。これより先、マサチューセッツ州デダムの住人はミズーリ妥協に反対して、エドワード・エヴァレット上院議員にその不満を伝える請願を送った。エヴァレットは1854年4月6日に上院にこの請願書を提出していた。
1857年の「ドレッド・スコット対サンフォード事件」では合衆国最高裁判所が、合衆国議会は領土内で奴隷制を禁じる権限を持たず、ミズーリ妥協の規定は違憲であると裁定した。さらにミズーリ州昇格法の下で、黒人と混血の者はアメリカ合衆国市民としての資格を持たないと裁定した。